# Bromide (Oklahoma)
Bromide és un poble dels Estats Units a l'estat d'Oklahoma. Segons el cens del 2000 tenia 163 habitants.

## Demografia
Segons el cens del 2000, Bromide tenia 163 habitants, 63 habitatges, i 43 famílies. La densitat de població era de 93,9 habitants per km².
Dels 63 habitatges en un 33,3% hi vivien nens de menys de 18 anys, en un 54% hi vivien parelles casades, en un 9,5% dones solteres, i en un 30,2% no eren unitats familiars. En el 27% dels habitatges hi vivien persones soles l'11,1% de les quals corresponia a persones de 65 anys o més que vivien soles. El nombre mitjà de persones vivint en cada habitatge era de 2,59 i el nombre mitjà de persones que vivien en cada família era de 3,18.
Per edats la població es repartia de la següent manera: un 31,3% tenia menys de 18 anys, un 6,1% entre 18 i 24, un 28,2% entre 25 i 44, un 18,4% de 45 a 60 i un 16% 65 anys o més.
L'edat mediana era de 36 anys. Per cada 100 dones de 18 o més anys hi havia 96,5 homes.
La renda mediana per habitatge era de 21.458 $ i la renda mediana per família de 23.333 $. Els homes tenien una renda mediana de 21.563 $ mentre que les dones 11.500 $. La renda per capita de la població era de 10.427 $. Entorn del 20,5% de les famílies i el 25,7% de la població estaven per davall del llindar de pobresa.

## Poblacions més properes
El següent diagrama mostra les poblacions més properes.